# Race for Glory: Audi vs. Lancia
Race for Glory: Audi vs. Lancia es una película de carreras de coches de producción italiana y británica. Basada en hechos reales, la película describe la rivalidad entre los equipos que conducían los coches de rally Audi Quattro y Lancia 037 durante la temporada 1983 del Campeonato Mundial de Rally. La película está dirigida por Stefano Mordini, con Daniel Brühl y Riccardo Scamarcio en los papeles protagónicos de Roland Gumpert y Cesare Fiorio. El guion fue escrito por Filippo Bolonia, Mordini y Scarmarcio. Scarmarcio también produce, junto a Jeremy Thomas, para Recorded Picture Company, así como para Lebowski, HanWay Films y Metropolitan Films.

## Sinopsis
En el Campeonato del Mundo de Rally de 1983, los equipos Audi Sport GmbH y Lancia Abarth desarrollan una rivalidad intrínseca por la victoria en dicha temporada de rally. Daniel Brühl y Riccardo Scamarcio interpretan a los personajes clave, Roland Gumpert (Brühl) y Cesare Fiorio (Scamarcio), directores de los equipos Audi y Lancia respectivamente. 

## Elenco
- Daniel Brühl como Roland Gumpert.
- Riccardo Scamarcio como Cesare Fiorio.
- Volker Bruch como Walter Röhrl.
- Katie Clarkson-Hill como Jane McCoy.

## Producción
La película, originalmente titulada 2 Win, está producida por Jeremy Thomas junto con Riccardo Scamarcio. Lebowski produce la película con la coproducción de Recorded Picture Company y Metropolitan Films. La RAI es el principal distribuidor italiano. HanWay Films se encarga de las ventas mundiales. La película fue llevada a los compradores en la Croisette del Festival de cine de Cannes. En diciembre de 2023, el título de la película se cambió a «Race for Glory: Audi vs. Lancia».

### Rodaje
Los lugares de rodaje incluyen Italia y Grecia, incluidos algunos de los lugares donde tuvieron lugar los hechos representados, como la oficina de Lancia y el Circuito di Balocco.  La fotografía principal comenzó en Turín el 16 de mayo de 2022. 
La película se marcó como en posproducción el 6 de agosto de 2022. 